# Операция «Блуждающая душа»
Операция «Блуждающая душа» (англ. Operation Wandering Soul) — психологическая пропагандистская операция вооружённых сил США во время Вьетнамской войны, основанная на вере многих южновьетнамских солдат в существование «блуждающих душ». Также известна как «Крики с неба».

## Описание
Во Вьетнаме было распространено поверье в существование «блуждающих душ» — призраков убитых насильственной смертью людей. Вьетнамцы были глубоко убеждены, что мёртвых необходимо хоронить на их родной земле, иначе их душа будет бесцельно блуждать по земле от боли и страданий, не находя покоя. «Блуждающие души» были невидимыми для живых людей, однако с ними можно было встретиться либо в годовщину их смерти, либо около того места, где они погибли.
Американцы выгодно использовали старинные суеверия, чтобы запугать Вьетконг и подорвать боевой дух его солдат. Инженеры 6-го батальона психологических операций (PSYOP) в течение нескольких недель записывали ленту со страшными звуками и видоизменёнными голосами, которые якобы принадлежали погибшим солдатам Вьетконга, находившимся в потустороннем мире. Для их создания приглашались жители Южного Вьетнама в качестве актёров озвучки. Жуткие записи часто соединялись с другими звуками — такими, как крики скорби, буддистская траурная музыка, рыдания, визг, удары металлических гонгов и даже рычание тигра. Распространённым было применение голоса «покойника», который призывал партизан Вьетконга сдаваться и вернуться домой к семье и друзьям, а не пытаться искать бессмысленную смерть далеко от родной земли. С помощью этих записей американцы рассчитывали заставить вьетнамцев уйти со своих позиций, а для большего эффекта разбрасывали листовки с изображениями убитых и не похороненных ещё вьетконговцев, заставляя партизан думать, что подобная участь может ждать и их самих. Лента с аудиозаписями получила название «Запись призраков №10» (англ. Ghost Tape Number 10).
Среди боевых частей Армии США делались собственные вставки в запись, поэтому существуют разные версии. Эта аудиозапись транслировалась по ночам без перерывов с помощью переносных громкоговорителей, с речных патрульных судов и с вертолётов в тех районах, где скрывался противник. Психологический эффект был настолько мощным, что иногда американцы отводили союзные южновьетнамские части, поскольку те тоже впадали в панику и разбегались по своим домам. Общий успех операции трудно оценить, поскольку она давала только кратковременный и локальный результат — в начале применения подобной пропаганды число перебежчиков на сторону американцев выросло со 120 до 380 человек в месяц. Некоторые отряды Вьетконга уходили со своих позиций, другие же стойко оборонялись, догадываясь, что звуки исходят с магнитофонов на вражеском вертолёте. Вскоре проигрывание записи стало давать обратный эффект в виде плотного и агрессивного огня со стороны противника, что сводило на нет все усилия американцев.